# Pinus tecunumanii
Pinus tecunumanii (лат.) — вид деревьев семейства Сосновые (Pinaceae). Видовое латинское название дано в честь вождя индейского племени киче Текуна Умана (1485—1524).

## Ботаническое описание
Вечнозелёное дерево высотой до 50 метров и диаметром ствола 50-90 см. Кора красновато-серая, грубая, более гладкая у верхушки, у основания ствола имеет трещины. Иглы собраны в пучки по 4, длиной 15-25 см, светло-зеленые.
Мужские стробилы расположены на концах веток; женские стробилы маленькие, светло-зеленовато-коричневого цвета, с длинными и тонкими цветоносами. Шишки 7 х 3,5 см, глянцевые, с лакированным внешним видом, их можно найти одиночными или попарно, а иногда группами по три. Семена острые, мелкие, светло-коричневые, пёстрые, со светло-коричневым мембранным крылом, с тёмными полосками.

## Ареал
Произрастает в речных каньонах и лиственных лесах на высоте от 440 до 2800 м над уровнем моря. Природный ареал вида — Мексика, Белиз, Гватемала, Гондурас, Сальвадор и Никарагуа.
Вид был интродуцирован в ряде стран Южной Африки, Южной Америки, а также Австралии.

## Использование
Используется в строительстве домов, а также в производстве мебели и фанеры.

## Охранный статус
Занесён в Международную Красную книгу со статусом «уязвимый вид». Лимитирующим фактором является избыточная промышленная заготовка вида. Защищается на национальном уровне в Мексике.